# Krasna Łąka
Krasna Łąka (dawniej: niem. Schönewiese) – wieś w Polsce położona w województwie pomorskim, w powiecie sztumskim, w gminie Mikołajki Pomorskie, na Powiślu.
Wieś szlachecka położona była w II połowie XVI wieku w województwie malborskim. W latach 1975–1998 miejscowość administracyjnie należała do województwa elbląskiego.
Miejscowość jest siedzibą parafii rzymskokatolickiej pod wezwaniem św. Anny, należącej do dekanatu Dzierzgoń w diecezji elbląskiej.

## Zabytki
Według rejestru zabytków NID na listę zabytków wpisany jest kościół parafialny pw. św. Anny, poł. XIV, ok. 1650, XIX, nr rej.: A-1350 z 8.05.1991.
Kościół gotycki kamienno-ceglany, zbudowany w 1294, przebudowany ok. 1650 i w XIX wieku. Salowy z kaplicą od północy z 1713 i drewnianą wieżą frontową z lat 1841–1842. Bryła prosta, urozmaicona gotycko-barokową fasadą.